# IC 979
IC 979 — галактика типу SBab у сузір'ї Волопас.
Цей об'єкт міститься в оригінальній редакції індексного каталогу.